# Opisthoplatia beybienkoi
Opisthoplatia beybienkoi är en kackerlacksart som beskrevs av Anisyutkin 2005. Opisthoplatia beybienkoi ingår i släktet Opisthoplatia och familjen jättekackerlackor. Inga underarter finns listade i Catalogue of Life.